# 94
Évszázadok: i. e. 1. század – 1. század – 2. század
Évtizedek: 40-es évek – 50-es évek – 60-as évek – 70-es évek – 80-as évek – 90-es évek – 100-as évek – 110-es évek – 120-as évek – 130-as évek – 140-es évek
Évek: 89 – 90 – 91 – 92 –  93 – 94 – 95 – 96 – 97 – 98 – 99

## Események

### Római Birodalom
- Lucius Nonius Calpurnius Torquatus Asprenast (helyettese májustól Marcus Lollius Paulinus Decimus Valerius Asiaticus Saturninus, szeptembertől Lucius Silius Decianus) és Titus Sextius Magius Lateranust (helyettese Caius Antius Aulus Julius Quadratus és	Titus Pomponius Bassus) választják consulnak.
- Domitianus császár valamennyi sztoikus filozófust kitiltja Rómából.
- Befejezik a 64-es tűzvészben leégett Curia Iulia (a szenátus székhelye) újjáépítését.

### Kína
- Pan Csao hadvezér büntetőexpedíciót indít a Selyemúton fekvő Karasar városállam ellen, mert húsz évvel korábban megölték a kínai kormányzót. Lefejezteti a karasari királyt, fejét pedig közszemlére teszi. Ezzel a kínaiak a teljes Tarim-medencét az uralmuk alá hajtják.

## Születések
- Han An-ti, kínai császár

## Fordítás
- Ez a szócikk részben vagy egészben  az   AD 94 című angol Wikipédia-szócikk ezen változatának fordításán alapul.  Az eredeti cikk szerkesztőit annak laptörténete sorolja fel. Ez a jelzés csupán a megfogalmazás eredetét és a szerzői jogokat jelzi, nem szolgál a cikkben szereplő információk forrásmegjelöléseként.